# Savuto superiore
Il Savuto superiore è un vino DOC la cui produzione è consentita nelle province di Catanzaro e Cosenza.

## Caratteristiche organolettiche
- colore: rosso rubino più o meno carico o rosato.
- odore: profumo caratteristico.
- sapore: pieno, asciutto.

## Produzione
Provincia, stagione, volume in ettolitri
- nessun dato disponibile